# Liste der Kulturdenkmäler in Korweiler
In der Liste der Kulturdenkmäler in Korweiler sind alle Kulturdenkmäler der rheinland-pfälzischen Ortsgemeinde Korweiler aufgeführt. Grundlage ist die Denkmalliste des Landes Rheinland-Pfalz (Stand: 27. Oktober 2023).

## Einzeldenkmäler
| Bezeichnung                         | Lage                        | Baujahr         | Beschreibung                                                                                                 | Bild                           |
| ----------------------------------- | --------------------------- | --------------- | --- | ------------------------------ |
| Quereinhaus                         | Dorfstraße 1 Lage           | 19. Jahrhundert | Fachwerk-Quereinhaus, teilweise massiv, 19. Jahrhundert                                                      | BW                             |
| Quereinhaus                         | Dorfstraße 10 Lage          | 19. Jahrhundert | Fachwerk-Quereinhaus, teilweise massiv und verschiefert, 19. Jahrhundert; bauliche Gesamtanlage              | BW                             |
| Quereinhaus                         | Dorfstraße 11 Lage          | 18. Jahrhundert | Fachwerk-Quereinhaus, teilweise massiv, wohl noch aus dem 18. Jahrhundert; bauliche Gesamtanlage mit Scheune | BW                             |
| Katholische Kirche St. Bartholomäus | Dorfstraße 30 Lage          | 1907            | neubarocker Saalbau, 1907                                                                                    | weitere Bilder Fotos hochladen |
| Kreuz                               | Dorfstraße, vor Nr. 30 Lage | 1914            | Sandsteinkreuz, bezeichnet 1914                                                                              | BW                             |